# Johan Laurin
Johan Laurin, född 26 april 1643, död 1 januari 1698 i Risinge församling, Östergötlands län, var en svensk militär.

## Biografi
Johan Laurin föddes 1643. Han var son till kyrkoherden Laurentius Laurinus och Helena Wallerius i Söderköping. Laurin värvades 1661 till soldat vid guvernören i Bryssel Duc de Wilhermosas regemente och slutade där 1662. Därefter tjänstgjorde han under tre år i Ostindien och återvände till Sverige 1668. Laurin blev 1670 amiralitetslöjtnant. Han blev sedan båtsman och slutligen kapten i holländsk tjänst. Laurin tog avsked från tjänsten i Holland, vid kriget mot Sverige och blev kapten vid överste Johan Mels regemente i Karlsburg. Han blev 1676 kommendant på Gullbergs skans och blev 5 februari 1677 major vid prins Carls livregemente. Laurin blev 1677 kommendant på Nya Älvsborg och adlades 23 februari 1678 till Laurin. Ätten introducerades 1680 i Sveriges Riddarhus som nummer 926. Han avled 29 oktober 1679 kommendant på Hedvigsholms skans vid Marstrand och 1 juni 1680 major vid svenska livregementet till fot. Den 27 december 1691 blev Laurin överstelöjtnant vid Västgöta-Dals regemente och 31 december 1693 överste och kommendant på Marstrand. Han avled 1698 på Kolstads säteri i Risinge församling och begravdes 3 juli samma år i Risinge kyrka, där hans vapen sattes upp.

### Egendom
Laurin ägde gården Kolstads säteri i Risinge socken.

### Familj
Laurin gifte sig första gången med en holländare och andra gången före 25 november 1679 med Ingeborg Roches (död 1705). Hon var dotter till rådmannen Paul Roches och Marina i Göteborg. Med sin första hustru fick Laurin sonen Christoffer Laurin som avled som barn.